# Lili Simmons
Lili Simmons (Cardiff-by-the-Sea, Condado de San Diego, California; 23 de julio de 1993) es una actriz y modelo estadounidense. Es más conocida por haber interpretado a Rebecca Bowman en la serie Banshee (2013–2016).

## Primeros años
Simmons nació y se crio en Cardiff-by-the-Sea, en el Condado de San Diego, California.

## Carrera
Comenzó su carrera como modelo para la agencia Ford Models, aunque también modeló para Bebe Stores y Roxy y apareció en anuncios impresos para empresas como J.C. Penney y Saturno. En 2010 encarnó a Quinn Whitaker en la serie web Hollywood Is Like High School with Money, basada en el libro homónimo.
También apareció en un episodio de la comedia de Disney XD Zeke & Luther y luego en 2011 en la película original de Disney Channel Geek Charming. También en ese año tuvo un pequeño papel en un episodio de la comedia Mr. Sunshine.
En 2012 protagonizó la película Fat Kid Rules the World y fue invitada par actuar en un episodio de Jane by Design. En 2013 apareció en un episodio de la serie Vegas y comenzó a interpretar a Rebecca Bowman, una chica Amish rebelde, en la serie de Cinemax Banshee. Mientras se encontraba en Filadelfia para el funeral de su abuela, los productores le pidieron regresar a Nueva York para audicionar para el papel de Rebecca, rol que luego obtuvo. En marzo de ese año, apareció en la revista ilustrada Maxim.
En 2014, obtuvo papeles recurrentes en la serie Hawaii Five-0 y en la serie de HBO True Detective. En abril de 2016, audicionó para lo que sería un papel recurrente en otra serie de HBO, aunque apareció sólo en un episodio durante la primera temporada. En febrero del 2017, obtuvo un papel durante toda la quinta temporada de la serie dramática Ray Donovan, transmitida en la cadena Showtime, interpretando a Natalie James, "la estrella de una gran franquicia cinematográfica".

## Filmografía
| Año  | Título                  | Papel    | Notas                    |
| ---- | ----------------------- | -------- | ------------------------ |
| 2011 | Geek Charming           | Lola     | Película para televisión |
| 2012 | Fat Kid Rules the World | Isabel   |                          |
| 2014 | The Guilty Innocent     | Michelle |                          |
| 2015 | Bone Tomahawk           | Samantha |                          |

| Año       | Título                                   | Papel                            | Notas                                             |
| --------- | ---------------------------------------- | -------------------------------- | ------------------------------------------------- |
| 2010      | Hollywood Is Like High School with Money | Quinn Whitaker                   | Papel principal                                   |
| 2010      | Zeke & Luther                            | Mia                              | Episodio: "Sludge"                                |
| 2011      | Mr. Sunshine                             | Adolescente sexy                 | Episodio: "Employee of the Year"                  |
| 2012      | Jane by Design                           | Piper Grace                      | Episodio: "The Teen Model"                        |
| 2013      | Vegas                                    | Fay Binder                       | Episodio: "Road Trip"                             |
| 2013      | Banshee Origins: The Women               | Rebecca Bowman                   | Serie web                                         |
| 2014      | Hawaii Five-0                            | Melissa Armstrong / Amber Vitale | Episodio: "'O kela me keia manawa (Now and Then)" |
| 2014      | True Detective                           | Beth                             | Papel recurrente                                  |
| 2013–2016 | Banshee                                  | Rebecca Bowman                   | Papel principal                                   |
| 2017      | Ray Donovan                              | Natalie James                    | Papel recurrente                                  |
| 2018      | Law & Order: SVU                         | Gina Goodrich                    | Episodio: "Accredo"                               |
| 2018      | The Purge                                | Lila                             | Principal                                         |
| 2018      | Match: Cita con el miedo                 | Riley Miller                     |                                                   |
| 2019      | Gotham                                   | Selina Kyle / Catwoman           | Episodio: "The Beginning..."                      |
| 2022      | Power Book IV: Force                     | Claudia Flynn                    | Protagonista                                      |